# Церква Святої Феодори із Сіхли
Церква Святої Теодори з Сіхли є місцем поклоніння та пам'яткою архітектури національного значення, занесеною до Реєстру пам'яток історії та культури Кишинева. Належить до Бессарабської митрополії Румунської православної церкви. У храмі відбуваються служби як за новим, так і за старим стилем.
Будівля була побудована в 1895 році як каплиця жіночої гімназії за проектом Олександра Бернардацці у візантійському стилі. Каплиця була освячена лише в 1922 році через трагічну подію в її вівтарі, спочатку отримавши покровителя «Св. Теодора Тирона» жіночої вищої школи "Регіна Марія. У 1994 році її повернули Митрополії.

## Галерея зображень

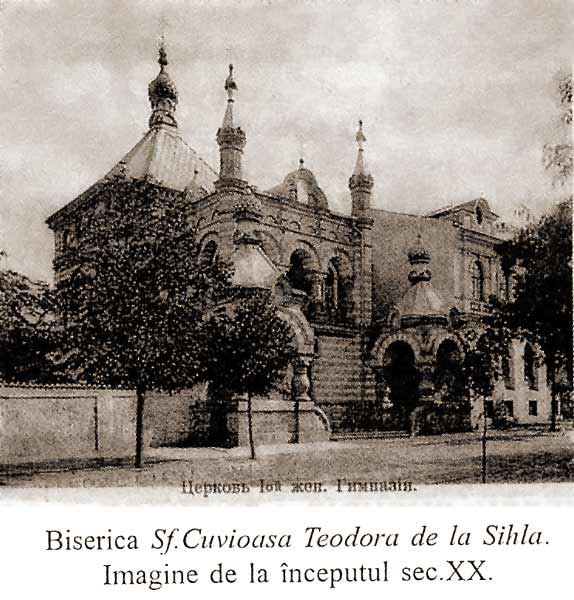
Історичне зображення.
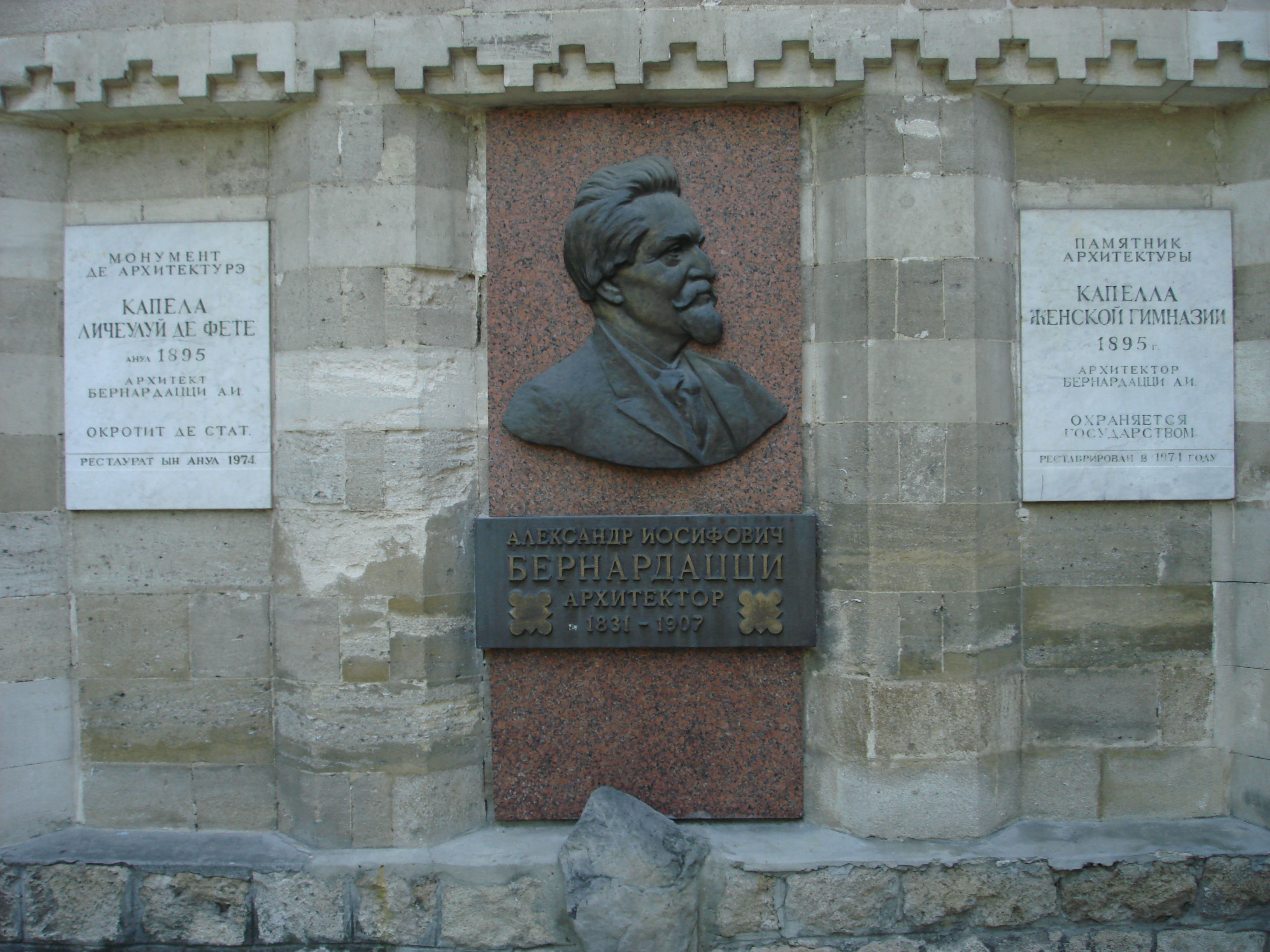
Пам'ятна дошка Олександру Бернардацці на стіні церкви
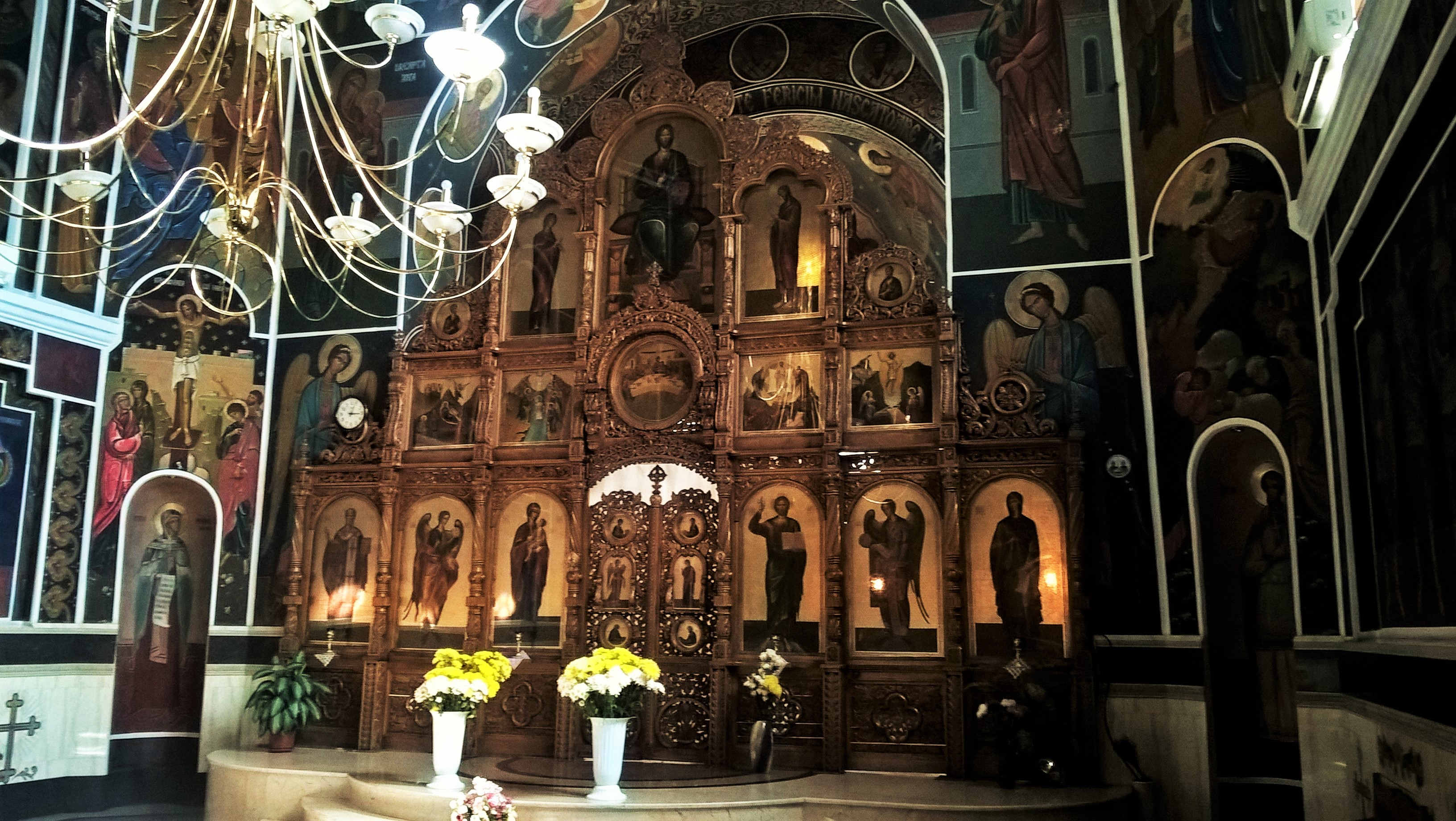
Інтер'єр.